# Большое Долгое (озеро, Северо-Казахстанская область)
Большое Долгое (каз. Большое Долгое) — озеро в Аккайынском районе Северо-Казахстанской области Казахстана. Находится у восточной границы села Исаковка, в 7 км к северо-западу от села Камышлово и в 7 км к юго-западу от села Токуши.
По данным топографической съёмки 1940-х годов, площадь поверхности озера составляет 1,83 км². Наибольшая длина озера — 1,8 км, наибольшая ширина — 1,3 км. Длина береговой линии составляет 5 км, развитие береговой линии — 1,04.
Котловина озера - каплеобразной формы. Вода - слабосоленая, минерализация 1,2 г/л, активная реакция среды нейтральная.
Озеро расположено на высоте 131,8 м над уровнем моря.
Озеро входит в перечень рыбохозяйственных водоёмов местного значения.
Ихтиофауна представлена золотым и серебряными карасями, гольян. Ранее озеро зарыблялось видами рыб: пелядь, рипус, карп, карпокарась.